# FM802
Az FM802 (エフエムはちまるに; Hepburn: Efu Emu Hachi Maru Ni) kereskedelmi rádióadó, amely a 80,2 MHz frekvencián sugároz a IImori-hegyről Kanszaiba. A cég székhelye az Oszaka Kita-ku városrészben található Daiwa Minami-morimacsi Buildingben található. Az FM802-nek a rádiós műsorszolgáltatási piac késői jövevényeként egyik fókuszpontja volt a többi adótól való elkülönülés, így ahelyett, hogy olyan zeneszámokat játszanának, melyeket éppen népszerűsítenek azok előadói, inkább saját választású dalokat adnak le sűrű rotációban. Az FM802 az oszakai fiatalok legkedveltebb rádióadója.
Az FM802-t 1988 szeptemberében alapították, 1999 júniusában kezdte meg a sugárzást a JOFV-FM hívókóddal. Az adó a kisebbik japán rádióhálózat, a Japan FM League (JFN) tagja. Az FM802 napi 24 órában, heti hét napon közvetít.

## Műsorai
| Óra | Hétfőtől csütörtökig | Péntek | Szombat | Vasárnap                                                                           | Óra |
| --- | --- | --- | --- | ---------------------------------------------------------------------------------- | --- |
| 5   | Dash Five! Higucsi Daiki (hétfő–szerda) / Takeucsi Takuja (csütörtök, péntek) | Dash Five! Higucsi Daiki (hétfő–szerda) / Takeucsi Takuja (csütörtök, péntek)                                                                      | Weekend For-rest Hirano Szatosi | Weekend For-rest Hirano Szatosi                                                    | 5   |
| 6   | Dash Five! Higucsi Daiki (hétfő–szerda) / Takeucsi Takuja (csütörtök, péntek) | Dash Five! Higucsi Daiki (hétfő–szerda) / Takeucsi Takuja (csütörtök, péntek)                                                                      | Weekend For-rest Hirano Szatosi | Weekend For-rest Hirano Szatosi                                                    | 6   |
| 7   | On-air with Tacty in the Morning Ónuki Takuto | Bright Morning Jamazoe Mari | Saturday Amusic Islands Morning Edition Nii Szatoko                                                                                                | Superfine Sunday Aszai Hiroaki                                                     | 7   |
| 8   | On-air with Tacty in the Morning Ónuki Takuto | Bright Morning Jamazoe Mari | Saturday Amusic Islands Morning Edition Nii Szatoko                                                                                                | Superfine Sunday Aszai Hiroaki                                                     | 8   |
| 9   | On-air with Tacty in the Morning Ónuki Takuto | Bright Morning Jamazoe Mari | Saturday Amusic Islands Morning Edition Nii Szatoko                                                                                                | Superfine Sunday Aszai Hiroaki                                                     | 9   |
| 10  | On-air with Tacty in the Morning Ónuki Takuto | Bright Morning Jamazoe Mari | Saturday Amusic Islands Morning Edition Nii Szatoko                                                                                                | Superfine Sunday Aszai Hiroaki                                                     | 10  |
| 11  | Fliplips Ucsida Ajako (hétfő, kedd) Kató Makiko (szerda, csütörtök) | Bright Morning Jamazoe Mari | Saturday Amusic Islands Morning Edition Nii Szatoko                                                                                                | Superfine Sunday Aszai Hiroaki                                                     | 11  |
| 12  | Fliplips Ucsida Ajako (hétfő, kedd) Kató Makiko (szerda, csütörtök) | Ciao! Musica Nomura Maszao - 16:00 Toyota Drive in Japan - Hoszokava Sigeki (a J-Wave saját gyártású műsora)                                       | Saturday Amusic Islands Afternoon Edition Josimura Maszahiro                                                                                       | DoCoMo Osakan Hot 100 Nisida Sin                                                   | 12  |
| 13  | Fliplips Ucsida Ajako (hétfő, kedd) Kató Makiko (szerda, csütörtök) | Ciao! Musica Nomura Maszao - 16:00 Toyota Drive in Japan - Hoszokava Sigeki (a J-Wave saját gyártású műsora)                                       | Saturday Amusic Islands Afternoon Edition Josimura Maszahiro                                                                                       | DoCoMo Osakan Hot 100 Nisida Sin                                                   | 13  |
| 14  | Fliplips Ucsida Ajako (hétfő, kedd) Kató Makiko (szerda, csütörtök) | Ciao! Musica Nomura Maszao - 16:00 Toyota Drive in Japan - Hoszokava Sigeki (a J-Wave saját gyártású műsora)                                       | Saturday Amusic Islands Afternoon Edition Josimura Maszahiro                                                                                       | DoCoMo Osakan Hot 100 Nisida Sin                                                   | 14  |
| 15  | The Nakajima Hiroto Show 802 Radio Masters Nakadzsima Hiroto | Ciao! Musica Nomura Maszao - 16:00 Toyota Drive in Japan - Hoszokava Sigeki (a J-Wave saját gyártású műsora)                                       | Saturday Amusic Islands Afternoon Edition Josimura Maszahiro                                                                                       | Chillin’ Sunday Ocsiai Kentaró                                                     | 15  |
| 16  | The Nakajima Hiroto Show 802 Radio Masters Nakadzsima Hiroto | Ciao! Musica Nomura Maszao - 16:00 Toyota Drive in Japan - Hoszokava Sigeki (a J-Wave saját gyártású műsora)                                       | Saturday Amusic Islands Afternoon Edition Josimura Maszahiro                                                                                       | Chillin’ Sunday Ocsiai Kentaró                                                     | 16  |
| 17  | The Nakajima Hiroto Show 802 Radio Masters Nakadzsima Hiroto | Ciao! Musica Nomura Maszao - 16:00 Toyota Drive in Japan - Hoszokava Sigeki (a J-Wave saját gyártású műsora)                                       | Saturday Amusic Islands Afternoon Edition Josimura Maszahiro                                                                                       | Chillin’ Sunday Ocsiai Kentaró                                                     | 17  |
| 18  | The Nakajima Hiroto Show 802 Radio Masters Nakadzsima Hiroto | Awesome Fridays Iimuro Daigo | Magic Number 802 Hajakava Kazujo | Intro-Jusice 802 Mihara Júki                                                       | 18  |
| 19  | Beat Expo Takeucsi Takuja (hétfő, kedd) Doi Komaki (szerda, csütörtök) | Awesome Fridays Iimuro Daigo | Magic Number 802 Hajakava Kazujo | Intro-Jusice 802 Mihara Júki                                                       | 19  |
| 20  | Beat Expo Takeucsi Takuja (hétfő, kedd) Doi Komaki (szerda, csütörtök) | Awesome Fridays Iimuro Daigo | Magic Number 802 Hajakava Kazujo | 802 Bintang Garden (heti 1 alkalommal)                                             | 20  |
| 20  | Beat Expo Takeucsi Takuja (hétfő, kedd) Doi Komaki (szerda, csütörtök) | Awesome Fridays Iimuro Daigo | 20:30 Royce’ Sweet Music - Vatanabe Kacumi (az FM North Wave saját gyártású műsora)                                                                | 802 Bintang Garden (heti 1 alkalommal)                                             | 20  |
| 20  | Beat Expo Takeucsi Takuja (hétfő, kedd) Doi Komaki (szerda, csütörtök) | Awesome Fridays Iimuro Daigo | |                                                                                    | 20  |
| 21  | Rock Kids 802: Ochiken Goes On! Ocsiai Kentaró | Rock Kids 802 Friday Kitó Jume | Kinoshita Group Beautiful Harmony Ami (Dream/E-girls) / Ónuki Takuto                                                                               | Walkin’' Talkin’: Curezure Dialogue havonta változó 2 zenei előadó                 | 21  |
| 22  | Rock Kids 802: Ochiken Goes On! Ocsiai Kentaró | Rock Kids 802 Friday Kitó Jume | Buggy Crash Night Jiro (Glay) | Music Freaks Yonce (Suchmos) Fudzsivara Szakura (kéthetente)                       | 22  |
| 23  | Rock Kids 802: Ochiken Goes On! Ocsiai Kentaró | Rock Kids 802 Friday Kitó Jume | Rock Kids 802 Saturday Kitó Jume | Music Freaks Yonce (Suchmos) Fudzsivara Szakura (kéthetente)                       | 23  |
| 23  | 23:48 Sunstar Midnight Harbour - Szakamaki Micuhiro (az FM Yokohama saját gyártású műsora) | | Rock Kids 802 Saturday Kitó Jume | Music Freaks Yonce (Suchmos) Fudzsivara Szakura (kéthetente)                       | 23  |
| 0   | 802 Music Planet | 802 Music Planet | Rock Kids 802 Saturday Kitó Jume | antenna* Travelling Without Moving Nomura Kunicsi (a J-Wave saját gyártású műsora) | 0   |
| 0   | - Moon (hétfő) Redniqs - Aszai Hiroaki - Mars (kedd) Midnight Garage - Doi Komaki - Mercury (szerda) brainstorm - Josimura Maszahiro - Jupiter (csütörtök) Radio Infinity - Iimuro Daigo - Venus (péntek) Rock On - Itó Masza | | Rock Kids 802 Saturday Kitó Jume | antenna* Travelling Without Moving Nomura Kunicsi (a J-Wave saját gyártású műsora) | 0   |
| 0   | 0:55 Free Spirit 0 (töltelékműsor) | | Rock Kids 802 Saturday Kitó Jume |                                                                                    | 0   |
| 1   | Beat Diffusion - Kubota Kódzsi | Free Spirit 1 (töltelékműsor) | 1 |                                                                                    |     |
| 2   | Beat Diffusion - Kubota Kódzsi | Free Spirit 1 (töltelékműsor) | 2 |                                                                                    |     |
| 3   | LNEM Bandó Szaeka (hétfő), Kavasima Nacumi (kedd), Takagi Risza (szerda), Tojota Honoka (csütörtök), Tabucsi Marina (péntek), Tanaka Noe (szombat)                                                                            | LNEM Bandó Szaeka (hétfő), Kavasima Nacumi (kedd), Takagi Risza (szerda), Tojota Honoka (csütörtök), Tabucsi Marina (péntek), Tanaka Noe (szombat) | LNEM Bandó Szaeka (hétfő), Kavasima Nacumi (kedd), Takagi Risza (szerda), Tojota Honoka (csütörtök), Tabucsi Marina (péntek), Tanaka Noe (szombat) | Free Spirit 2 (töltelékműsor)                                                      | 3   |
| 4   | LNEM Bandó Szaeka (hétfő), Kavasima Nacumi (kedd), Takagi Risza (szerda), Tojota Honoka (csütörtök), Tabucsi Marina (péntek), Tanaka Noe (szombat)                                                                            | LNEM Bandó Szaeka (hétfő), Kavasima Nacumi (kedd), Takagi Risza (szerda), Tojota Honoka (csütörtök), Tabucsi Marina (péntek), Tanaka Noe (szombat) | LNEM Bandó Szaeka (hétfő), Kavasima Nacumi (kedd), Takagi Risza (szerda), Tojota Honoka (csütörtök), Tabucsi Marina (péntek), Tanaka Noe (szombat) | Free Spirit 2 (töltelékműsor)                                                      | 4   |

## Műsorvezetők

### Jelenlegi[5]
- Aojama Szacsiko
- Aszai Hiroaki
- Don Beaver (az FM Cocolo társadón is műsorvezető)
- Doi Komaki
- Furutacsi Jucsiro
- Robert Harris
- Hajakava Kazujo
- Hirano Szatosi
- Iimuro Daigo
- Itó Masza
- Kato Makiko
- Kato Miki
- Kavamura Rjúicsi
- Kitó Jume
- Kubota Kódzsi
- Minamiszava Nao
- Nakadzsima Hiroto
- Nisida Sin
- Nomura Maszao
- Ocsiai Kentaro
- Onuki Takuto
- Takeucsi Takuja
- Tanigucsi „Mark E” Maszajuki (az FM Cocolo társadón is műsorvezető)
- Teradaira Hiro
- Shirley Tomioka-Sheridan
- Ucsida Dzsunko
- Vajama „Jiro” Josihito
- Jamazoe Mari
- Jaszui Kunihiko (blocktime)
- Josimura Maszahiro

### Korábbi
- Fudzsii Fumija